# Рябчинская, Юлия Петровна
Ю́лия Петро́вна Рябчинская (до замужества — Бабак; 21 января 1947, Песчанка, Винницкая область — 13 января 1973, Поти) — советская байдарочница, олимпийская чемпионка 1972 года и чемпионка мира 1971 года, заслуженный мастер спорта СССР (1972).

## Биография
Свой путь в большой спорт Юлия Рябчинская начинала, будучи слушательницей курсов медсестёр в Виннице, у тренера Анатолия Иванова. Впервые в лодку села в 20 лет, скрыв от тренера неумение плавать. Первыми официальными соревнованиями Рябчинской стали гонки на Кубок Большого Днепра, на которых она сенсационно финишировала первой.
В 1968 году на чемпионате Украины в Донецке заняла второе место, выполнив норматив мастера спорта.
В 1969 году на чемпионате СССР в Хмельницком заняла 4-е место в гонках байдарок-четвёрок и 5-е место в двойке.
В 1970 году подопечная Геннадия Дьяченко и Антонины Серединой снова стала пятой в двойке на чемпионате СССР и шестой в четвёрке. А в 1971 году Рябчинская, защищавшая цвета одесского «Локомотива», на заключительном перед Олимпийскими играми в Мюнхене сборах в Тракае выиграла решающую гонку у двукратной олимпийской чемпионки Людмилы Пинаевой за право представлять страну на Олимпиаде. «Неистовое трудолюбие, настойчивость и великолепные бойцовские качества заставили тренеров сборной страны обратить на неё внимание. Талантливая байдарочница была включена в состав сборной и в 1971 году на Чемпионате мира в Белграде получила свои первые золотые награды в эстафете и выступая на байдарке-четверке», — пишет о Рябчинской олимпийский чемпион Сеула Иван Клементьев.
1972 год — судьбоносный в карьере прославленной спортсменки. На олимпийском гребном канале «Фельдмохинг» на дистанции 500 м среди байдарок-одиночек Рябчинская продемонстрировала подлинный мастер-класс: 132 гребка в минуту и преимущество над ближайшей соперницей в четыре метра (0,86 сек). Это был рекордный отрыв победительницы в семи финальных заездах ХХ Олимпиады. Победа Рябчинской положила начало триумфальному выступлению советских гребцов в Мюнхене.
13 января 1973 года Юлия Рябчинская трагически погибла во время тренировочных сборов в грузинском Поти, утонув в реке Капарча. Лодка олимпийской чемпионки перевернулась в ледяной воде при подходе спортсменов, принимавших участие в тренировочных заездах, к олимпийской базе. Она совсем немного не дожила до своего 26-летия.
Хоронить Юлию Рябчинскую собирались в Одессе на Аллее Славы, что было подкреплено специальным разрешением первого секретаря ЦК Компартии Украины Владимира Щербицкого. Но в последний момент муж Юлии Александр настоял на том, чтобы её похоронили в родной Песчанке.
В 1973 году решением Госкомспорта СССР были учреждены международные соревнования по гребле памяти Юлии Рябчинской, которые проводили в Москве на гребном канале в Крылатском вплоть до распада СССР и считались одним из самых престижных соревнований в мире гребли. В дальнейшем турнир перекочевал на Украину, проводился в Тернополе, Днепропетровске, Житомире. Но только не в Одессе, где Юлия Рябчинская работала медсестрой на водной станции ДСО «Локомотив», растила сына Игоря, добивалась выдающихся спортивных результатов. Впервые он был проведён в Одессе в 2000 году и имел большой успех.
В Одессе по инициативе тренера Рябчинской Геннадия Дьяченко был открыт Музей спортивной славы имени Юлии Рябчинской.

## Награды и достижения
- Орден «Знак Почёта».
- Олимпийская чемпионка 1972 (байдарка-одиночка, 500 м).
- Чемпионка мира 1971 (байдарка-четвёрка: вместе с Екатериной Курышко, Натальей Бойко и Людмилой Пинаевой).
- Чемпионка СССР 1971 (байдарка-четвёрка и эстафета 4×500 в составе сборной Украины вместе с Л. Маслий, Г. Бойко и Е. Курышко).
- Серебряный призёр чемпионата СССР 1971 (байдарка-одиночка, 500 м).
- Бронзовый призёр чемпионата СССР 1972 (байдарка-двойка с Галиной Осьмининой).